# Betonica betoniciflora
Betonica betoniciflora (лат.) — многолетнее травянистое растение; вид рода Буквица (Betonica) семейства Яснотковые.

## Ботаническое описание
Многолетнее травянистое растение высотой 75-100 см, образующее подземное узловатое корневище. Вертикальный, грубый стебель покрыт у основания обращёнными назад густыми длинными волосками, а к верхушке рассеянными волосками.
Листья расположены в базальной розетке и противоположны на стебле. Базальные листья длиной 13-15 см и шириной 4-5 см, узкоовальные, с косым основанием лопасти и округлыми зубцами. Верхние стеблевые листья длиной 5-6 см, шириной 2-3 см, пильчатые по краю, самые верхние стеблевые листья ланцетные, неразделенные, с рассеянными короткими волосками на верхней стороне и длинными волосками по жилкам на нижней стороне. Нижние стеблевые листья короткочерешковые. Верхние стеблевые листья бесстебельные.
Период цветения в северном полушарии длится с июня по август. Соцветие состоит из псевдоколосков с десятью-двенадцатью сидячими цветками, которые образуют компактное конечное соцветие в тесном псевдоколоске и только один-два цветка в нисходящих раздельных псевдоколосках. Ланцетные прицветники длиной от 12 до 17 мм, такие же длинные или короче чашечки.
Гермафродитные цветки зигоморфные, пятилепестковые с двойным околоцветником. Пять чашелистиков трубчатые, с рассеянными короткими конечными волосками. Трубка чашечки длиной от 10 до 12 мм. Пять зубцов чашечки ланцетные с заострённым верхним концом, длиной 5-6 мм. Лепестки пурпурного цвета. Трубка венчика длиной 12-15 мм сильно выступающая и неравномерно покрыта волосками от отверстия венчика до центра. Верхняя губа слегка изогнута, такая же длинная, как и нижняя, и волосистая с верхней стороны. Нижняя губа имеет широко овальную центральную долю и такие же длинные боковые обратнояйцевидные доли венчика. Тычинки выступают над венчиком.
Трёхгранные плоды продольно бороздчатые.

## Распространение и среда обитания
Betonica betoniciflora встречается в Центральной Азии на Памиро-Алае и Тянь-Шане.
Произрастает в лесной и кустарниковой зоне на открытых лесных участках, а также в кустарниковых и можжевеловых пустошах, на склонах гор.

## Таксономия
Голотип был собран Р. Ф. фон дер Остен-Сакеном, который депонирован в Санкт-Петербурге. Название Stachys betoniciflora было впервые использовано в 1869 году Францем Йозефом Рупрехтом в Sertum Tianschanicum. Botanische Ergebnisse einer Reise im mittleren Tian-Schan. Первое описание базионима Stachys betoniciflora было опубликовано в 1913 году Ольгой Александровной Федченко и Борисом Алексеевичем Федченко в Consp. Fl. Turkestanicae. Новая комбинация с Betonica betoniciflora (Rupr. ex O.Fedtsch. & B.Fedtsch.) Sennikov была опубликована в 2013 году.